# Radio (cântec de Beyoncé)
„Radio” este un cântec al interpretei americane Beyoncé. Piesa a fost produsă de Jim Jonsin și inclusă pe cel de-al treilea material discografic de studio al artistei, I Am... Sasha Fierce. „Radio” se găsește pe cel de-al doilea disc al albumului, fiind lansat ca cel de-al cincilea extras pe single al albumului în Olanda,  în luna septembrie a anului 2009.
Deși inițial se anunțase faptul că va beneficia de un videoclip, precum celelalte înregistrări de pe album, compoziția nu a mai beneficiat de un material promoțional. „Radio” a fost aclamat de critica de specialitate, Slant Magazine denumindu-l „punctul culminant atât al ediției standard, cât și al ediției speciale”. De asemenea, PopMatters a felicitat inițiativa lui Knowles de a explora noi orizonturi muzicale, în timp ce Digital Spy afirmă că „se reține ușor, însă este lipsit de originalitate”.
Piesa a intrat în ierarhia olandeză Dutch Top 40 la scurt timp după lansare, fiind cel de-al cincilea single al albumului ce obținea poziții de top 40. Într-un interval de câteva săptămâni a avansat până pe treapta cu numărul 14, devansându-și predecesorul, „Sweet Dreams” (locul 26). O altă prezență notabilă a fost înregistrată în lista Dutch Mega Top 100, unde a câștigat poziția cu numărul 75. Grație succesului câștigat pe teritoriul olandez, „Radio” a activat și în clasamentul european Euro 200.

## Informații generale
Înregistrarea „Radio” a fost compusă de Jim Jonsin pentru a fi inclusă pe cel de-al treilea album de studio al lui Beyoncé, I Am... Sasha Fierce. Solista a colaborat cu Jonsin și la realizarea șlagărului „Sweet Dreams”, aflat pe același material. Cântecul a fost înglobat pe cel de-al doilea disc al albumului, el fiind disponibil atât pe ediția standard, cât și pe cea specială, ambele lansate în 2008. Pentru a promova materialul de proveniență, Knowles a dorit să filmeze un videoclip pentru această înregistrare, precum și pentru toate celelalte incluse pe I Am... Sasha Fierce, însă acest lucru nu s-a materializat.
Compoziția a fost utilizată pentru diverse reclame difuzate în Olanda, lucru ce a sporit popularitatea înregistrării în această zonă. Concomitent, piesa a început să intre în ierarhiile oficiale din Olanda. Acest lucru a determinat anularea lansării cântecului programat pentru această regiune, balada „Broken-Hearted Girl”, „Radio” fiind declarat următorul single oficial.

## Structura muzicală și versuri
„Radio” este un cântec rhythm and blues scris într-o tonalitate minoră și interpretat de mezzo-soprana Beyoncé Knowles. Interpretarea solistei este una dinamică, fiind dublată prin supraînregistrare. „Radio” prezintă influențe din muzica electronică, synthpop, electropop și techno, tempo-ul fiind unul variabil. Ritmul melodiei vocale conține doar câteva sincope, folosindu-se doar câte un acord pe spații mari. Piesa prezintă armonii vocale, ea fiind realizată într-un interval de timp îndelungat. De asemenea, utilizarea sintetizatorului își pune amprenta asupra melodiei, la fel ca și în cazul șlagărului „Halo”, aflat pe primul disc al aceluiași album, I Am... Sasha Fierce.
Melodia este construită pe baza unor structuri repetitive (element întâlnit și pe înregistrarea „Single Ladies”), neexistând secțiuni instrumentale prea lungi. O altă componentă notabilă a piesei „Radio” este și folosirea proeminentă a unei orchestre de coarde. În compoziție, solista exporează relația dintre o tânără și afecțiunea sa pentru cântecele difuzate la radio.

## Recenzii
Leah Greenblatt de la Entertainment Weekly include cântecul în categoria celor mai interesante înregistrări ale materialului I Am... Sasha Fierce, alături de compoziții precum „Diva” sau „Video Phone”. Alexis Petridis de la The Guardian este de părere că „modelul de synthpop al anilor '80 întâlnit pe «Radio» probabil că i se potrivește mai puțin lui Knowles decât vechile mostre soul care au ajutat «Crazy in Love» și «Suga Mama» de pe B'Day și subliniază legătura dintre stilul ei vocal și interpretelor viscerale ale anilor '60, dar nu se poate nega faptul că este un cântec pop irezistibil”. PopMatters a remarcat schimbarea produsă de solistă, în sensul în care pentru acesată înregistrare nu a abordat preponderent genul R&B, editorul recenziei notând: „«Radio» poate fi considerat o noutate [...], dar el o aduce pe un drum mult mai diferit decât cele pe care le-am văzut vreodată. Sentimentul oferit de drum and bass/techno/house al cântecului este înviorător și poate sugera chiar o mai vastă expansiune [...] a cântăreței pentru următorul [album]”.
Sal Cinquemani de la Slant Magazine a aclamat compoziția, denumind-o „punctul culminant atât al ediției standard, cât și al ediției speciale”. De asemenea, Cinquemani a adăugat: „cu versuri precum «You're the only one that Papa allowed in my room with the door closed/We'd be alone/And Mama never freaked out when she heard it go boom/'Cause she knew we were in the zone,'» (ro: «Tu ești singurul pe care tata l-a îngăduit în camera mea cu ușa închisă/ Am fi singuri/ Și mama nu s-a speriat niciodată când a auzit un boom/ Pentru că știa că suntem în lumea noastră»), este cel mai convingător cântec de dragoste de pe întregul album”. The Phoenix aprobă cele afirmate de Slant Magazine, declarând despre „Radio” următoarele: „cel mai credibil cântec, [...] este unul cu conotații senzuale, cântat la un dispozitiv electronic care, spre deosebire de bărbați, «nu te lasă niciodată la greu»”. Spre deosebire de cele prezentate de publicațiile anterioare, A.V. Club a criticat înregistrarea, afirmând: „«Radio» sună precum o încercare nerușinată de a viza o piață de consum a directorilor de programare”.

## Ordinea pieselor pe disc
| \| Nr. \| Titlul \| Durată \| \| --------------------------------------------------- \| ----------- \| ------ \| \| Descărcare digitală distribuită la nivel mondial[6] \| \| \| \| 1. \| „Radio” [A] \| 3:38 \| | Specificații - A ^ Versiunea de pe albumul părinte I Am... Sasha Fierce. |        |
| Nr. | Titlul                                                                   | Durată |
| Descărcare digitală distribuită la nivel mondial |                                                                          |        |
| 1. | „Radio” [A]                                                              | 3:38   |

## Prezența în clasamente
„Radio” și-a făcut apariția în clasamentul olandez Dutch Top 40 în luna septembrie a anului 2009, debutând pe treapta cu numărul 31. Cântecul a avansat până pe locul 17 în a treia săptămână, devenind un nou hit de top 20 al solistei în acest clasament. Cea mai înaltă poziție în această ierarhie a fost obținută după șapte zile, ocupând treapta cu numărul 14. Astfel, „Radio” a devenit cel de-al patrulea șlagăr de top 20 de pe albumul I Am... Sasha Fierce, după reușitele înregistrate de „If I Were a Boy” (locul 1), „Single Ladies (Put a Ring on It)” (locul 8) și „Halo” (locul 9).
Compoziția a intrat și în ierarhia Dutch Mega Top 100 pe data de 19 septembrie 2009, ocupând locul 76. La doar o săptămână, „Radio” obținuse deja locul 75, acesta fiind maximul atins. În total, piesa a staționat în clasament timp de șase săptămâni consecutive, părăsind lista la finele lunii octombrie 2009. Grație succesului înregistrat în Olanda, „Radio” a câștigat locul 193 în ierarhia europeană Euro 200, tot progresul în acest clasament fiind datorat prestației din țara amintită anterior.
| \| Țară (clasament) \| Poziția maximă \| Referință \| \| ------------------------------ \| -------------- \| --------- \| \| Europa (APC Charts — Euro 200) \| 193 \| [17] \| \| Olanda (Dutch Top 40) \| 14 \| [28] \| \| Olanda (Dutch Mega Top 100) \| 75 \| [33] \| | - „Radio” (versiunea de pe albumul I Am... Sasha Fierce) - „Radio” (negativ) |           |
| Țară (clasament) | Poziția maximă                                                               | Referință |
| Europa (APC Charts — Euro 200) | 193                                                                          | [ 17 ]    |
| Olanda (Dutch Top 40) | 14                                                                           | [ 28 ]    |
| Olanda (Dutch Mega Top 100) | 75                                                                           | [ 33 ]    |

## Personal
- Sursă:[7]
- Voce: Beyoncé Knowles;
- Textieri: James Scheffer, Rico Love, Dwayne Nesmith, Beyoncé Knowles;
- Producător: Jim Jonsin;
- Producție vocală: Rico Love;
- Înregistrat de: Jim Jonsin și Jim Caruana (în studiourile „The Boom Boom Room” Los Angeles, California, S.U.A.);
- Voce înregistrată de: Jim Caruana (în studiourile „Roc The Mic” New York, New York);
- Compilat de: Mark „Spike” Stent, asistat de Matt Green (în studiourile „The Record Plant” Los Angeles, California, S.U.A.);

## Datele lansărilor
| Țara         | Data lansării     | Casă de discuri  | Format              | Referințe |
| ------------ | ----------------- | ---------------- | ------------------- | --------- |
| Regatul Unit | 14 noiembrie 2008 | Columbia Records | descărcare digitală | [ 6 ]     |
| S.U.A.       | 18 noiembrie 2008 | Columbia Records | descărcare digitală | [ 34 ]    |
| Olanda       | septembrie 2009   | Columbia Records | difuzare radio      | [ 1 ]     |

Notă
- Descărcările digitale au devenit disponibile odată cu lansarea albumului.